# Liste des monuments historiques de Nieuwerkerken
Cette page regroupe l'ensemble des monuments classés de la ville belge de Nieuwerkerken.
| Objet                                                 | Statut du classement? | Année de construction/architecte | Section communale | Adresse               | Coordonnées                      | Numéro d'inventaire | Illustration                             |
| ----------------------------------------------------- | --------------------- | -------------------------------- | ----------------- | --------------------- | -------------------------------- | ------------------- | ---------------------------------------- |
| (nl) De blauwe stijltjes hoeve met losse bestanddelen | Oui                   |                                  | Nieuwerkerken     | Diestersteenweg 217   | 50° 52′ 28″ nord, 5° 11′ 11″ est | 22606               | Téléverser                               |
| (nl) Schelfheidewinning, dubbelhuis                   |                       |                                  | Nieuwerkerken     | Schelfheidestraat 44  | 50° 52′ 22″ nord, 5° 10′ 58″ est | 22608               | Téléverser                               |
| (nl) Schelfhoeve gesloten hoeve                       |                       |                                  | Nieuwerkerken     | Schelfheidestraat 60  | 50° 52′ 18″ nord, 5° 10′ 58″ est | 22609               | Téléverser                               |
| (nl) L-Vormige hoeve 1897                             |                       |                                  | Nieuwerkerken     | Hoogstraat 2          | 50° 51′ 39″ nord, 5° 09′ 54″ est | 22610               | Téléverser                               |
| (nl) Langgestrekte hoeve XIX                          |                       |                                  | Nieuwerkerken     | Kruisstraat 21        | 50° 51′ 52″ nord, 5° 10′ 18″ est | 22611               | Téléverser                               |
| (nl) Parochiekerk Sint-Jan-de-Doper 1842              |                       |                                  | Nieuwerkerken     | Molenstraat 1         | 50° 51′ 38″ nord, 5° 09′ 54″ est | 22613               | (nl) Parochiekerk Sint-Jan-de-Doper 1842 |
| (nl) Pastorie dubbelhuistype                          |                       |                                  | Nieuwerkerken     | Molenstraat 3         | 50° 51′ 37″ nord, 5° 09′ 53″ est | 22614               | Téléverser                               |
| (nl) Kasteel van Binderveld of Waterkasteel           |                       |                                  | Nieuwerkerken     | Molenstraat 31        | 50° 51′ 30″ nord, 5° 09′ 54″ est | 22615               | Téléverser                               |
| (nl) Binderveldmolen, watermolen                      | Oui                   |                                  | Nieuwerkerken     | Molenstraat 81        | 50° 51′ 22″ nord, 5° 09′ 37″ est | 22616               | Téléverser                               |
| (nl) Kapel Onze-Lieve-Vrouw-van-de-Koorts             |                       |                                  | Nieuwerkerken     | Raasbeekstraat        | 50° 51′ 55″ nord, 5° 10′ 58″ est | 22617               | Téléverser                               |
| (nl) Mooshoekwinning gesloten hoeve XVIII             |                       |                                  | Kozen             | Breestraat 54         | 50° 52′ 56″ nord, 5° 14′ 47″ est | 22618               | Téléverser                               |
| (nl) Gesloten hoeve XVIII                             |                       |                                  | Kozen             | Breestraat 88         | 50° 53′ 02″ nord, 5° 14′ 52″ est | 22619               | Téléverser                               |
| (nl) Hoeve losse bestanddelen XIX                     |                       |                                  | Kozen             | Breestraat 69         | 50° 52′ 57″ nord, 5° 14′ 44″ est | 22620               | Téléverser                               |
| (nl) Duivenhuishof gesloten hoeve XVIII               |                       |                                  | Kozen             | Heiligenbornstraat 59 | 50° 52′ 32″ nord, 5° 14′ 53″ est | 22622               | Téléverser                               |
| (nl) Parochiekerk Sint-Laurentius                     |                       |                                  | Kozen             | Opcosenstraat 1       | 50° 52′ 29″ nord, 5° 14′ 22″ est | 22625               | (nl) Parochiekerk Sint-Laurentius        |
| (nl) Sint-Antoniuskapel                               |                       |                                  | Kozen             | Opcosenstraat         | 50° 52′ 30″ nord, 5° 14′ 19″ est | 22626               | Téléverser                               |
| (nl) Pastorie, Witherenpastorie                       | Oui                   |                                  | Kozen             | Dorpsstraat 1         | 50° 52′ 31″ nord, 5° 14′ 24″ est | 22627               | Téléverser                               |
| (nl) Langgestrekte hoeve XVIII                        |                       |                                  | Kozen             | Opcosenstraat 32      | 50° 52′ 26″ nord, 5° 14′ 15″ est | 22628               | Téléverser                               |
| (nl) Vierkanthoeve met kapel                          |                       |                                  | Kozen             | Opcosenstraat 105     | 50° 52′ 20″ nord, 5° 14′ 02″ est | 22629               | Téléverser                               |
| (nl) Gesloten hoeve + woonhuis 1743                   | Oui                   |                                  | Kozen             | Weyerstraat 10        | 50° 52′ 36″ nord, 5° 14′ 25″ est | 22630               | Téléverser                               |
| (nl) Parochiekerk Sint-Pieters-Banden 1824            | Oui                   |                                  | Kozen             | Grotestraat 211       | 50° 53′ 53″ nord, 5° 13′ 27″ est | 22633               | Téléverser                               |
| (nl) Kasteel van Wijer                                |                       |                                  | Kozen             | Grotestraat 205       | 50° 53′ 49″ nord, 5° 13′ 32″ est | 22638               | Téléverser                               |
| (nl) Kasteelhoeve XVII                                |                       |                                  | Kozen             | Grotestraat           | 50° 53′ 48″ nord, 5° 13′ 35″ est | 22639               | Téléverser                               |
| (nl) Kasteelhoeve XVII                                |                       |                                  | Wijer             | Grotestraat 205A      | 50° 53′ 48″ nord, 5° 13′ 35″ est | 22639               | Téléverser                               |
| (nl) Langgestrekte hoeve XIX                          |                       |                                  | Kozen             | Grotestraat 278       | 50° 53′ 32″ nord, 5° 13′ 11″ est | 22641               | Téléverser                               |
| (nl) Semi-gesloten hoeve XIX                          |                       |                                  | Kozen             | Opperstraat 94        | 50° 53′ 38″ nord, 5° 12′ 53″ est | 22643               | Téléverser                               |
| (nl) De Schans classicistisch gebouw                  |                       |                                  | Kozen             | Schansstraat 26       | 50° 53′ 55″ nord, 5° 13′ 17″ est | 22646               | Téléverser                               |
| (nl) Hoeve De Kazerne                                 |                       |                                  | Kozen             | Verlaerstraat 28      | 50° 54′ 02″ nord, 5° 12′ 37″ est | 22649               | Téléverser                               |
| (nl) Langgestrekte hoeve XIX                          |                       |                                  | Kozen             | Verlaerstraat 59      | 50° 54′ 08″ nord, 5° 12′ 29″ est | 22650               | Téléverser                               |
| (nl) Parochiekerk Sint-Pieter                         |                       |                                  | Nieuwerkerken     | Kerkstraat 96         | 50° 51′ 52″ nord, 5° 11′ 38″ est | 84289               | (nl) Parochiekerk Sint-Pieter            |
| (nl) Kasteel van Nieuwerkerken                        | Oui                   |                                  | Nieuwerkerken     | Kerkstraat 160        | 50° 52′ 10″ nord, 5° 12′ 00″ est | 84292               | Téléverser                               |